# Zakia Madi
Zakia Madi, née en 1944 à Ouangani, morte en 1969 à Mamoudzou, est l'une des leaders du mouvement des femmes mahoraises qui revendiquent Mayotte française après la fronde des administrateurs composés d'hommes originaires de la Grande Comore, qui transfèrent la capitale du territoire des Comores de Dzaoudzi à Moroni.
Elle est morte à Mamoudzou le 13 octobre 1969 lors d'affrontements avec la garde comorienne,. 
L'écrivain mahorais Alain-Kamal Martial lui a consacré une pièce de théâtre, publiée en 2004,. Le marché couvert de Mamoudzou a pris son nom en 2014.